# شانشی
شانشی (به چینی: 山西)، (به انگلیسی: Shanxi) یکی از استان‌های کشور چین است. این استان در شرق این کشور قرار گرفته‌است و مرکز آن شهر تائی یوان است. جمعیت شانشی بالغ بر ۳۳ میلیون نفر و مساحت این استان برابر ۱۵۶٬۸۰۰ کیلومتر مربع است.
بخش وسیعی از دیوار بزرگ چین در شمال این استان قرار گرفته‌است.

## نام
نام استان «شانشی» (山西) به معنی «غرب کوه» و اشاره به موقعیت این استان در غرب رشته کوه تایهانگ دارد.
استان دیگری در همسایگی این استان، با نام شِنشی (陝西) وجود دارد. نام این استان به معنی «غرب شان» و اشاره به موقعیت شهر شی‌آن در غرب «گردنهٔ شان» در شهر در سطح ولایت سانمنشیا دارد. در گذشته، این گردنه مهم‌ترین راه ارتباطی بین شهر مهم شی‌آن و سایر مناطق چین بوده‌است.
در زبان چینی معیار، نام هر دوتا استان، «شان‌شی» (shanxi) تلفظ می‌شود. تنها تفاوت در تلفظ نام آن‌ها، در نواخت ادای هجای «شان» می‌باشد. نام استان شانشی (山西) با نواخت سطح بالا (Shānxī)، و نام استان شِنشی (陝西) با نواخت افت-خیز پایین (Shǎnxī) ادا می‌شود؛ بنابراین، نویسه‌گردانی نام این دو استان به الفبای زبان‌هایی که نواخت‌بر نیستند، دشوار می‌باشد.
به همین خاطر، حداقل از میانهٔ قرن ۱۸ میلادی به بعد، در نویسه‌گردانی لاتین، نام استان شانشی به صورت «Shansi» (شانسی) و نام استان شِنشی به صورت «Shensi» نوشته شده‌است. نوشتار نام این استان به صورت «شنسی» در اطلس‌های ایرانی و عثمانی نیز مرسوم شد.
بعدتر در اواسط قرن بیست، در نوشتار پین‌یین، برای متمیز کردن نام این دو استان، نوشتن «Shaanxi» نیز رایج شد. این نوع نوشتار بازتاب دهندهٔ شیوهٔ لاتین‌نویسی زبان چینی ماندارین، پیش از استانداردسازی پین‌یین امروزی بود.
در الفبای لاتین، نوشتار «Shensi» برای نام این استان تا سال ۱۹۸۷ میلادی مرسوم بود. اما از آن سال به بعد، دولت چین تنها نوشتار «Shaanxi» را به رسمیت می‌شناسد.
در زبان اویغوری، استان شانشی (山西) نیز به شکل «شه‌نشی» و نام استان شِنشی (陝西) به صورت «شینشی» نوشته می‌شود.